# Third Season (Hank Mobley)
Third Season è un album di Hank Mobley, pubblicato dalla Blue Note Records nel 1980. I brani furono registrati il 24 febbraio 1967 al Van Gelder Studio di Englewood Cliffs, New Jersey (Stati Uniti).

## Tracce
Lato A
1. An Aperitif – 6:52 (Hank Mobley)
2. Don't Cry, Just Sigh – 6:51 (Hank Mobley)
3. Steppin' Stone – 5:36 (Lee Morgan)

Lato B
1. The Third Season – 6:44 (Hank Mobley)
2. Boss Bossa – 5:11 (Hank Mobley)
3. Give Me That Feelin' – 6:33 (Hank Mobley)

## Musicisti
- Hank Mobley - sassofono tenore
- James Spaulding - sassofono alto, flauto (tranne nel brano: A2)
- Lee Morgan - tromba
- Sonny Greenwich - chitarra (tranne nel brano: A2)[2]
- Cedar Walton - pianoforte
- Walter Booker - contrabbasso
- Billy Higgins - batteria